# Minnie's Yoo-Hoo
Minnie's Yoo Hoo è una canzone introdotta nel corto Le follie di Topolino (1929) della serie Mickey Mouse, ripresa successivamente in una versione più elaborata nel cortometraggio speciale omonimo Minnie's Yoo Hoo (1930). La canzone è stata composta da Walt Disney e Carl Stalling. È stata la prima canzone Disney ad essere pubblicata su spartito.
La canzone è cantata da Topolino, che si rivolge alla sua fidanzata Minni, elogiandola, e agli animali del pollaio che la affiancano giornalmente. In Le follie di Topolino, è un impiegato anonimo dello studio a prestare la voce a Topolino nel canto; all'inizio Walt Disney non era ancora la voce esclusiva di Topolino.
Una versione strumentale è stata utilizzata come sigla di apertura per tutti i corti successivi della serie Mickey Mouse da Topolino pianista (1929) a Mickey's Steam Roller (1934), ed è stata anche utilizzata come sigla del primo club di Topolino degli anni '30 al cinema. La canzone è stata popolare nei dischi.

## Altri utilizzi
Una cover è stata utilizzata nei titoli di coda della serie televisiva Disney del 1972 The Mouse Factory. Un'altra versione solo strumentale è stata usata come sigla del personaggio di Don Ramón nella serie Cecco della botte e per gli sketch di Chómpiras nella serie Los Caquitos.
Una versione strumentale riorchestrata è stata utilizzata come tema di apertura di Mickey Mouse Works.
Topolino ha cantato di nuovo la canzone, con il testo leggermente modificato, nel finale della serie di House of Mouse intitolato "Mickey and the Culture Clash", dove Minnie la chiama "la nostra canzone".
Una breve versione strumentale della canzone è presente nell'episodio "Profumo di Minni" di Topolino nell'apertura e, successivamente, viene ripresa da Minnie che la canticchia mentre va verso il suo appuntamento con Topolino, per poi essere ancora riarrangiata nel finale. Inoltre, nella stessa serie, la canzone può essere ascoltata brevemente come suoneria sul cellulare di Topolino nell'episodio "Un brindisi alla vittoria!".